# 光ヶ丘公園
光ヶ丘公園(ひかりがおかこうえん)は、山形県酒田市にある総合公園。
公園北側には134haを誇る国有林である万里の松原（ばんりのまつばら）も隣接している。

## 概要
園内には酒田市光が丘野球場を始めとした運動施設が存在する他、運動場を囲うように整備された全長約930mのフィールドアスレチックコースや、更に園内を広く囲った約2200mのクロスカントリーコースなども存在する。園内を国道112号が横切っている。

## 園内概要

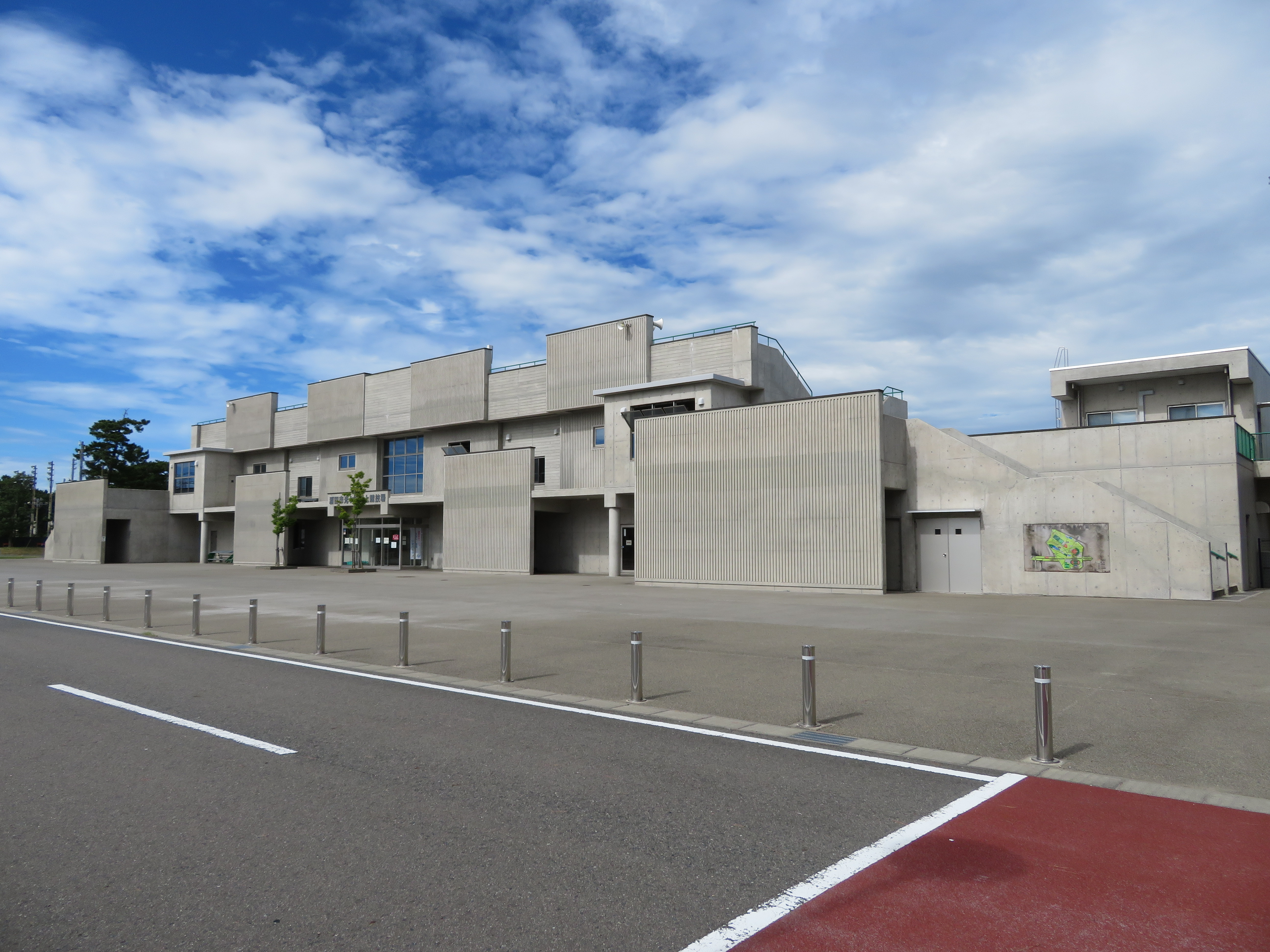
光ヶ丘陸上競技場

- 光ヶ丘野球場
- 光ヶ丘陸上競技場
- 光ヶ丘テニスコート
- 光ヶ丘球戯場
- 国体記念テニスコート
- 光ヶ丘多目的グラウンド
- 武道館
- 室内練習場
- 光ヶ丘プール
- 足湯

## アクセス
- 車
  - 日本海東北自動車道酒田みなとICより11分（6.2km）[2]
  - JR羽越本線酒田駅より約6分（2.4㎞）[2]

## 周辺
- 山形県立酒田光陵高等学校